# Hospital Royo Villanova
El Hospital Royo Villanova (así llamado en honor del médico Ricardo Royo Villanova) es un hospital del Servicio Aragonés de Salud situado en San Gregorio (Zaragoza).
Es el mayor hospital del Sector Sanitario Zaragoza 1, que incluye las poblaciones en la margen izquierda del río Ebro.

## Historia
En 1945 se proyectó en el barrio del Cascajo un Sanatorio Antituberculoso que se abrió en 1954 con pocos recursos. Ya en 1950 se había establecido una zona de protección sanitaria que prohibía la edificación a menos de 500 m. En 1956 se inauguró ahí un hospital, cuyo primer director fue Tello Valdivieso. A medida que la tuberculosis disminuyó en importancia, el hospital fue dedicándose también a otras especialidades, como la cardiología y la neumología.
A partir de 1972 pasó a depender de la Administración Institucional de la Sanidad Nacional, con la denominación de Hospital de Enfermedades del Tórax. Popularmente se le conocía como Hospital del Cascajo.
En 1985 se transfirió a la Diputación General de Aragón y en 1990 se aprobó el presupuesto para la ampliación y dotación de este centro como Hospital de la Margen izquierda. Las obras se ejecutaron en varias fases: 1990, 1992, 1994 y 1997. 

## El edificio
El edificio tiene una planta simétrica, originalmente en forma de T, mantenida sustancialmente en las ampliaciones recientes.
Está construido con fachadas de ladrillo visto. El aspecto ornamental tiene claras referencias a la arquitectura local tal como se ve en el pabellón de entrada y en los extremos con vanos arcos de medio punto enmarcados por alfiz.